# Центральний газопровід (Польща)
Центральний газопровід (Польща) — трубопровідна система, що наприкінці 1930-х подала природний газ до ряду промислових підприємств Польщі.
У другій половині 1930-х у Польщі почалось створення Центрального промислового району, де мали розміститися металургійні, збройові, порохові, авіаційні та інші заводи. Для покриття їхніх енергетичних потреб запланували подати газ із родовища Розтоки, виявленого на півдні країни між Яслом і Коросном. З 1933-го звідси вже проклали газопровід до Тарнова, проте тепер збиралися реалізувати більш масштабний проєкт.
У 1937 році спорудили головну гілку нової системи, яка спершу прямувала на північ, а після переходу в Сандомирі через Віслу по наявному мосту довертала на північний захід і досягала Стараховиці (де зводили збройовий завод). Довжина цієї ділянки становила 180,6 км, при цьому до Коморува вона була виконана в діаметрі 250 мм, а після нього — в діаметрі 300 мм.
Від газогону спорудили 14 відгалужень у діаметрі від 25 мм до 250 мм загальною довжиною 148 км, зокрема:
- до Ряшева, де зводили верстатобудівний та авіамоторний заводи;
- до Дембиці, в якій мало з'явитись виробництво автомобільних шин та синтетичного каучуку;
- до Мельця, де розташували авіаційний завод;
- від Сандомира до Стальової Волі, де започаткували теплову електростанцію (введена в експлуатацію у 1939-му) та металургійний комбінат. Діаметр цього відгалуження становив 250 мм.

Від Страховиць трасу збирались продовжити у двох напрямках: через Радом (де зводили збройовий завод) до Варшави (тут споживачем мав бути авіазавод), а також до Скаржисько-Каменної з доворотом на Кельці. Втім, до Другої світової війни встигли спорудити лише коротку ділянку до Скаржисько-Каменної (у 1938-му), а інші частини проєкту завершили вже в повоєнні роки.